# アイアンクラッド
『アイアンクラッド』（原題：Ironclad）は、2011年制作のイギリス・アメリカ合衆国・ドイツの歴史・戦争・アクション映画。
13世紀のイングランドを舞台に、冷血非道なジョン王率いる1000人の傭兵団を相手に、たった20人でロチェスター城を死守するべく決死の籠城戦を繰り広げた男たちの姿を描く。R-15指定。
2013年には続編『アイアンクラッド ブラッド・ウォー』が制作された。

## あらすじ
1215年、冷血非道さで知られた時のイングランド王ジョン王は、フランスとのブーヴィーヌの戦いに敗れ、多くの大陸領土を失ってもなお、新たな戦いを始めようとしていた。これに貴族や民衆の怒りが爆発、王の権限を制限する大憲章「マグナ・カルタ」を定め、ジョン王に強制的に署名させる。
だが、これに納得がいかないジョン王は権力を奪還すべく、悪人ばかりを揃えた1,000人の大傭兵団を結成して国中で暴れ回り、ついにロンドンまで迫ってきた。これにより、その手前のロチェスターにあるロチェスター城が最前線の、そして最後の砦となった。
これに危機感を覚えたオルバニー卿はロチェスター城に急ぎ兵を集めるが、集まったのはマーシャル率いるテンプル騎士団の騎士わずか20人だけだった。彼らはフランスからの援軍が到着するまでの間、城を死守するべく無謀な戦いに身を投じていく。

## キャスト
- トーマス・マーシャル：ジェームズ・ピュアフォイ
- オルバニー卿：ブライアン・コックス
- コーンヒル：デレク・ジャコビ
- イザベル：ケイト・マーラ
- ジョン王：ポール・ジアマッティ
- ラングトン：チャールズ・ダンス
- ベケット：ジェイソン・フレミング
- ジェイミー・フォアマン
- マークス：マッケンジー・クルック
- ウラジミール・クリッチ
- アナベル・アプシオン
- ガイ：アナイリン・バーナード